# Out of stock

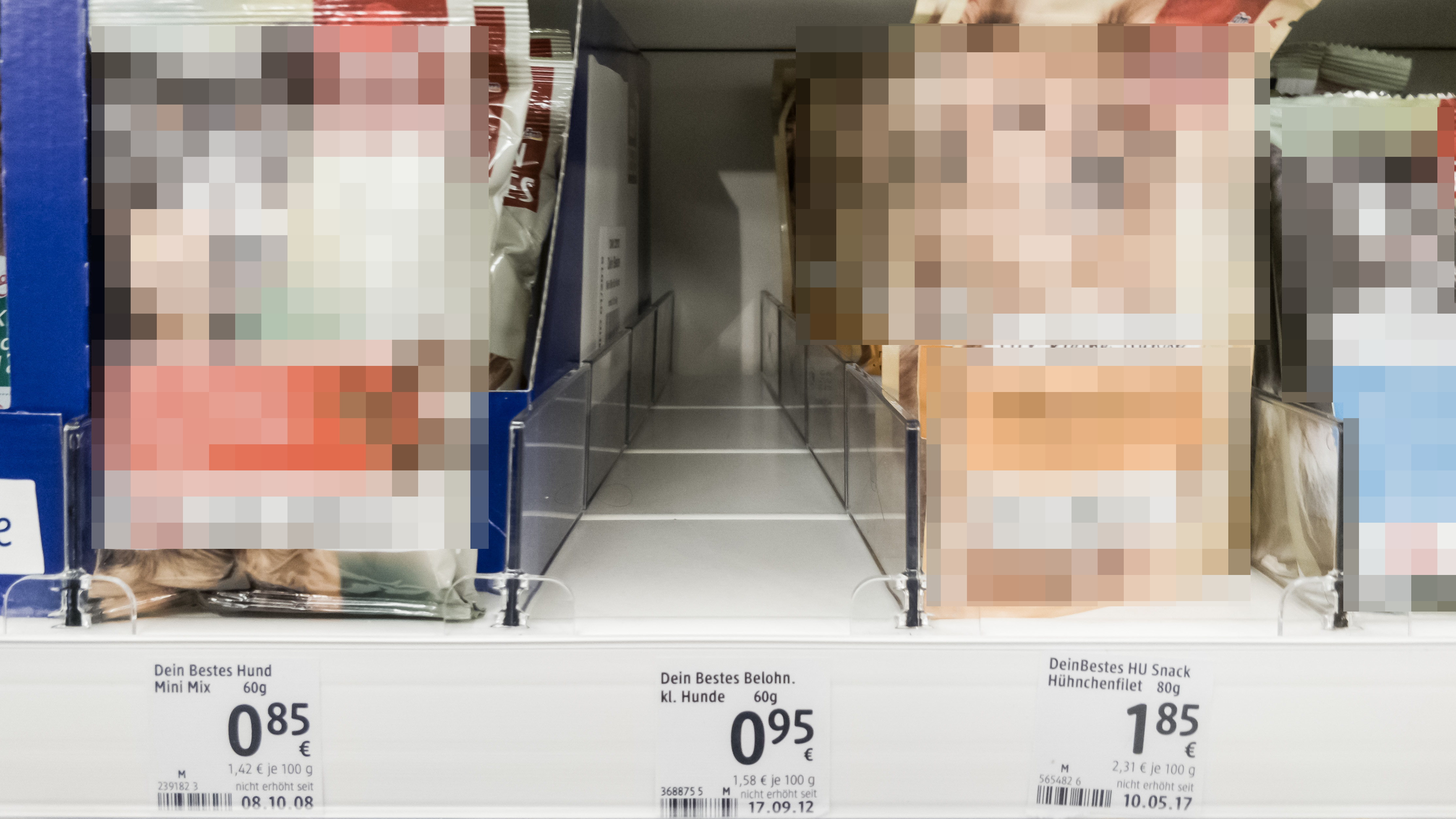
Out of stock

Out of Stock (ang. braki towarowe). Często zwane skrótowo OOS. Pojęcie związane z handlem detalicznym, oznaczające krótko- lub długotrwały brak produktu na półce w sklepie, przez co nie jest on dostępny dla potencjalnego nabywcy. Długoterminowy brak produktów prowadzi do strat finansowych, a w przypadku produktów istotnych dla konsumenta (o relatywnie dużym poziomie lojalności), może spowodować zmianę miejsca zakupu.

## Przyczyny
Powody OOS mogą być różne: niewłaściwy (zbyt mały w stosunku do sprzedaży) zapas towaru na półce, braki u producenta, blokada dostaw do detalisty np. z powodu przeterminowanych płatności, towar leżący w magazynku sklepowym, nie wyłożony na półkę. Przeciwdziałanie brakom towarowym jest jednym z istotniejszych elementów dojrzałej współpracy dostawcy i detalisty.